# Cheriton (Virginie)
Pour les articles homonymes, voir Cheriton.
Cheriton est une municipalité américaine située dans le comté de Northampton en Virginie.
Selon le recensement de 2010, Cheriton compte 487 habitants. La municipalité s'étend alors sur une superficie de 1,04 mille carré (2,69 km2).
La localité est fondée en 1886 le long du chemin de fer, deux ans après l'arrivée du New York, Pennsylvania and Norfolk Railroad dans l'Eastern Shore de Virginie.